# 鸡叫城遗址
鸡叫城遗址位于湖南省常德市澧县涔南乡，是一处新石器时代遗址，2013年被列为第七批全国重点文物保护单位。
鸡叫城地处在澧阳平原中部，北距澧水支流涔水约3公里，西南距城头山遗址约15公里。1978年被发现，1998年湖南省文物考古研究所对其进行小规模试掘。2006年12月20日～2007年1月26日，湖南省文物考古研究所对其再次发掘。鸡叫城坐落在台地上，高出周围水田2～3米，平面近方形，东西长约400、南北宽约370米，面积约15万平方米，西、北城墙保存较好，东墙中段以及南墙已被完全破坏。发掘表明，鸡叫城古城址在屈家岭文化中期以前即已形成，到石家河文化早期发展到鼎盛时期。